# Хили, Джеф
Джефф Хили (англ. Jeff Healey; Норман Джеффри Хили, 25 марта 1966 — 2 марта 2008) — канадский блюз-рок вокалист и гитарист. Пик его популярности пришёлся на 1980-е — 1990-е годы.

## Биография
Родился в Торонто, Онтарио. Биологические родители от него отказались. Его приёмный отец был пожарным. Когда Хили было восемь месяцев, он потерял зрение из-за редкой опухоли — ретинобластомы. Его глаза были удалены хирургическим путём, взамен ему поставили протезы.
Однако это не помешало ему научиться играть на гитаре, подаренной ему приёмными родителями. Хили помещал её на коленях и играл методом тэппинга, фактически заново им изобретенным. Его ставят в один ряд с величайшими гитаристами, такими как Джими Хендрикс и Джимми Пейдж. Играл со множеством знаменитых музыкантов, в числе которых Ян Гиллан. По мнению британского журнала Classic Rock, Джеф Хили является одним из величайших гитаристов всех времён. Любителям кино известен по фильму «Придорожное заведение», или «Дом у дороги», в котором играл роль музыканта в баре.
Умер в медицинском центре Св. Иосифа (англ. Joseph's Health Centre) в его родном городе Торонто в 2008 году, в возрасте 41 года, от рака легких. После серии операций по удалению двух сарком из ноги, а затем из лёгких, рак всё-таки настиг его. У него остались жена Кристи, и двое детей — дочь и сын.

## Дискография
- 1986: Adrianna/See the Light (Private Press)
- 1988: See the Light
- 1989: Road House Soundtrack
- 1990: Hell to Pay
- 1992: Feel This
- 1995: Cover to Cover
- 2000: Get Me Some
- 2002: Among Friends
- 2003: Live at Healey’s
- 2004: Adventures in Jazzland
- 2005: The Jeff Healey Band Live at Montreux 1999
- 2006: It’s Tight Like That
- 2008: Mess of Blues
- 2009: Songs From The Road
- 2010: Last Call
- 2011: Live At Grossman’s 1994
- 2013: House on fire : The Jeff Healey Band Demos & Rarities
- 2016: Heal My Soul